# Acker-Leinkraut
Das Acker-Leinkraut (Linaria arvensis) ist eine Pflanzenart aus der Gattung der Leinkräuter (Linaria) innerhalb der Familie der Wegerichgewächse (Plantaginaceae). Weitere Trivialnamen sind Heidenflachs und Blauer Orant.

## Beschreibung

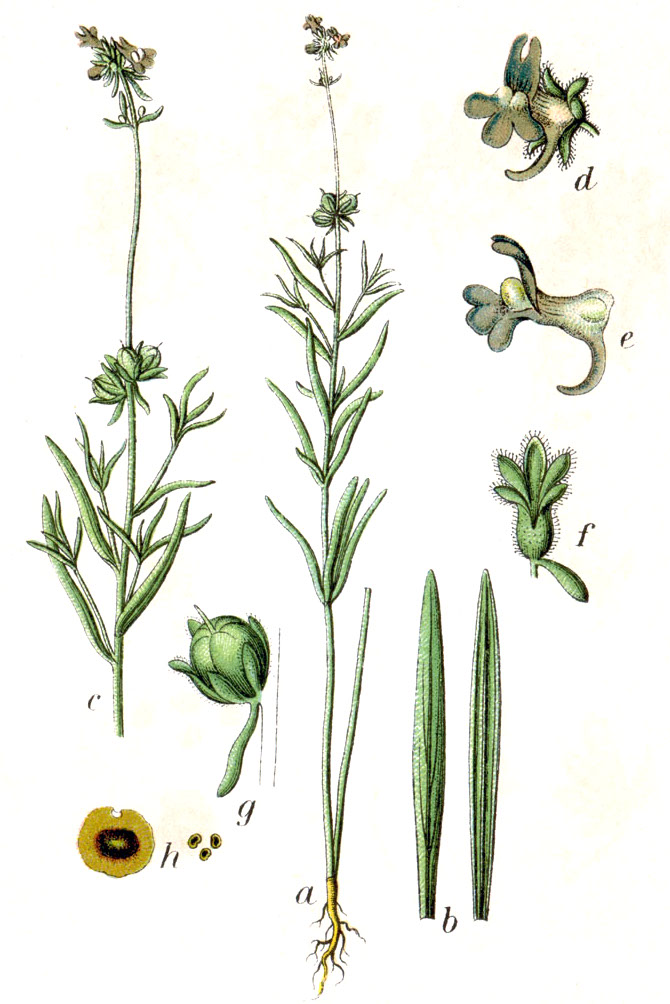
Illustration aus Johann Georg Sturm: Deutschlands Flora in Abbldungen, 1796

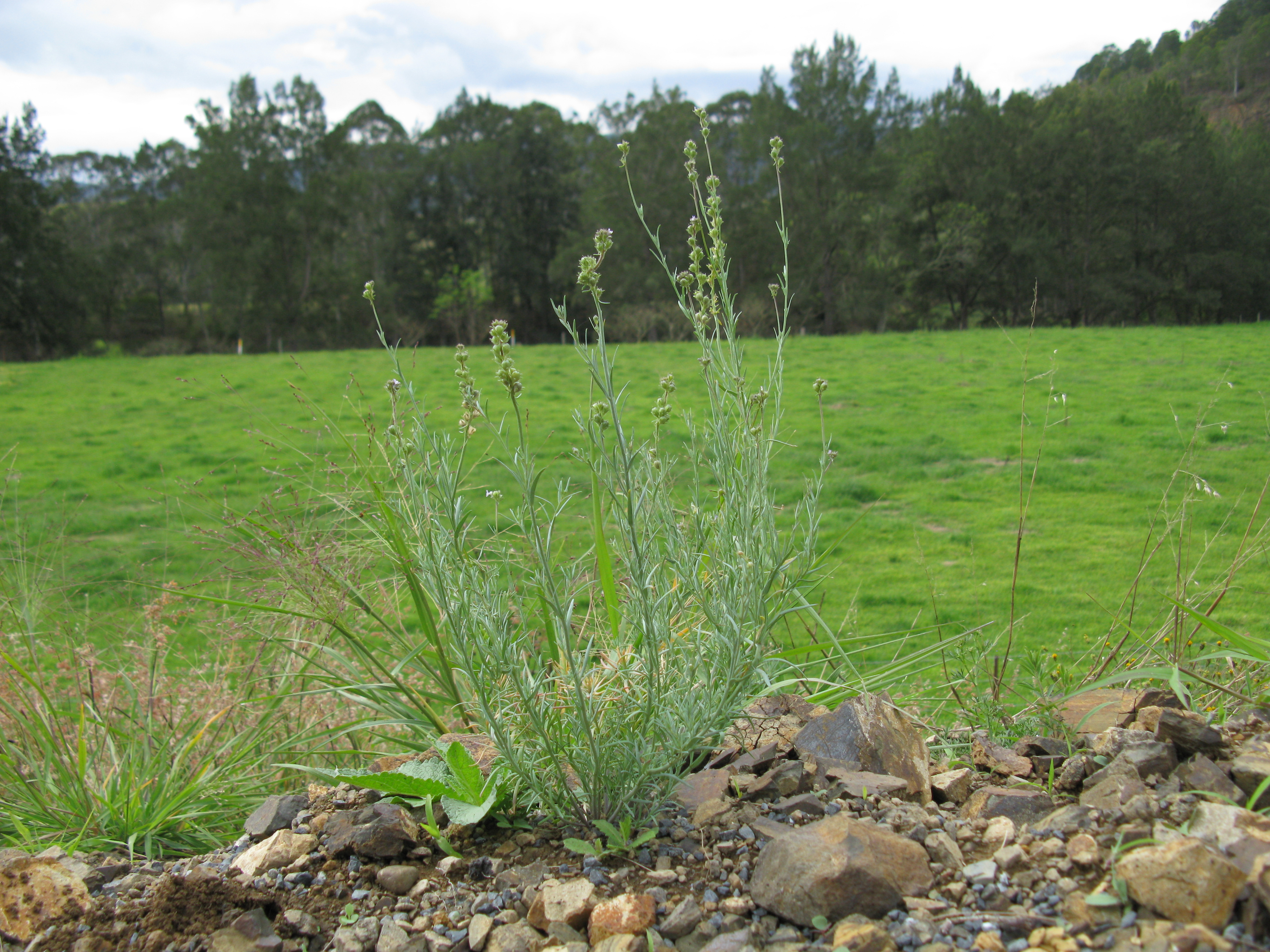
Habitus

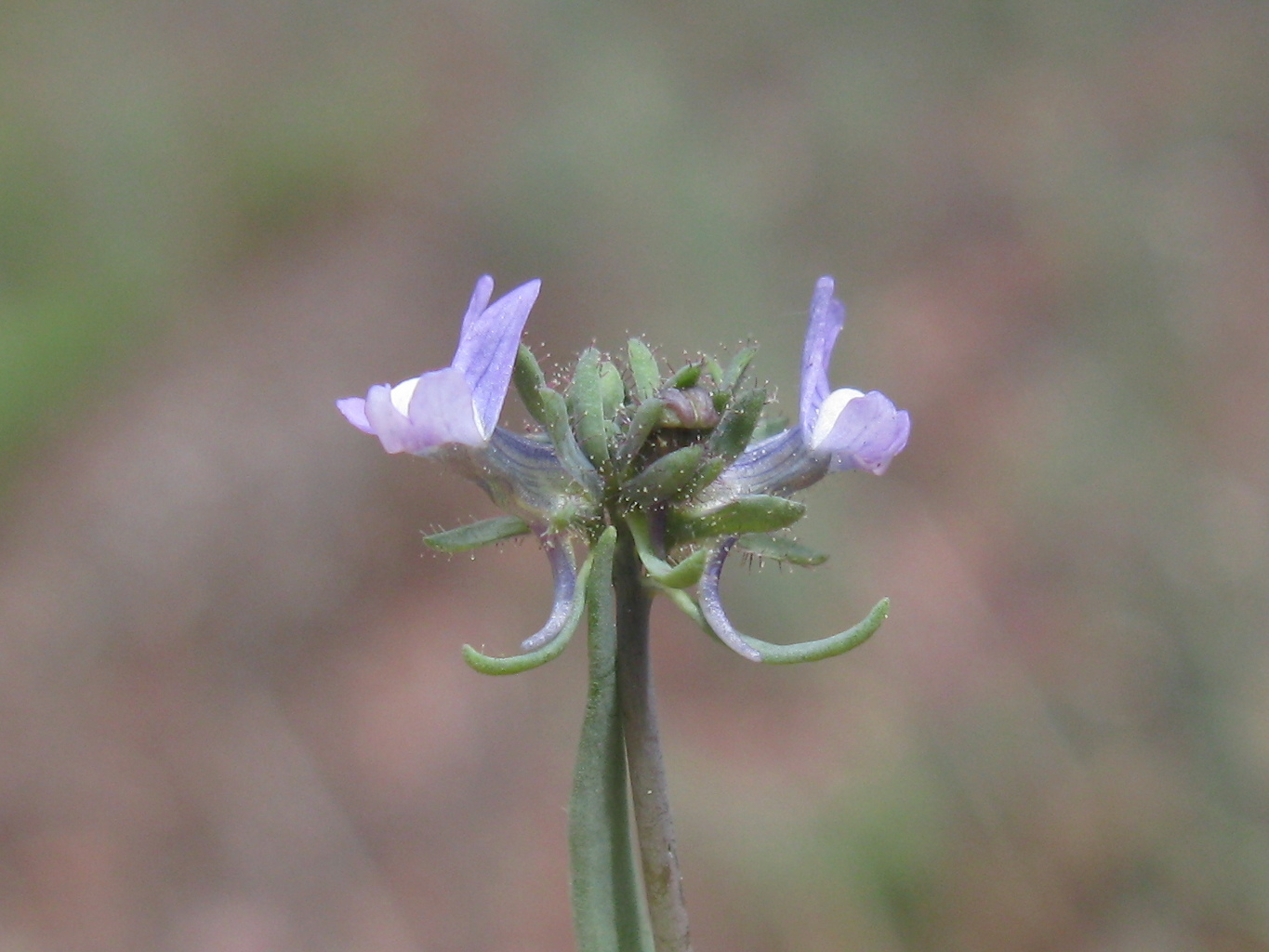
Drüsig behaarter Blütenstand mit zygomorphen Blüten

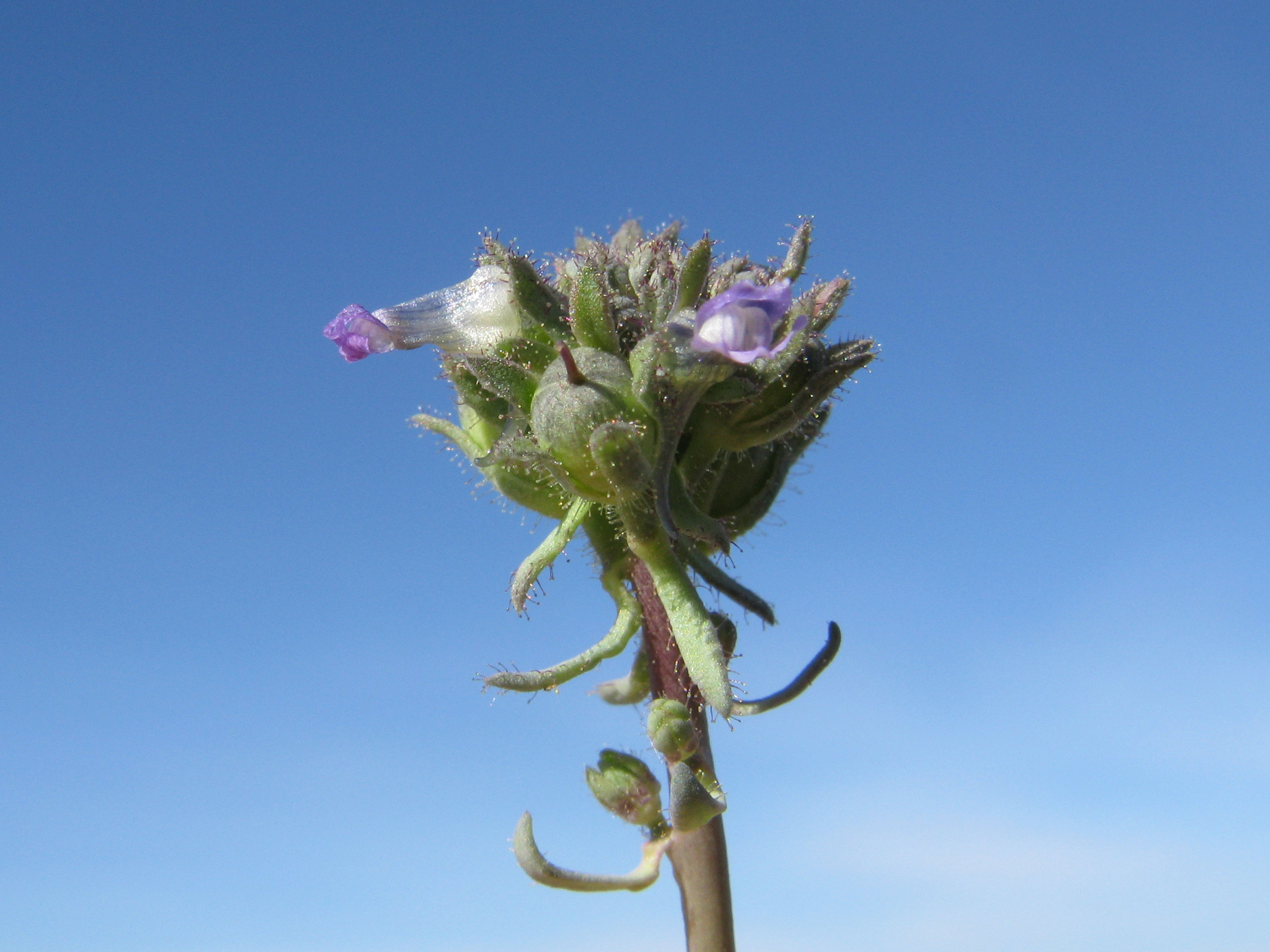
Blütenstand am Ende der Anthese

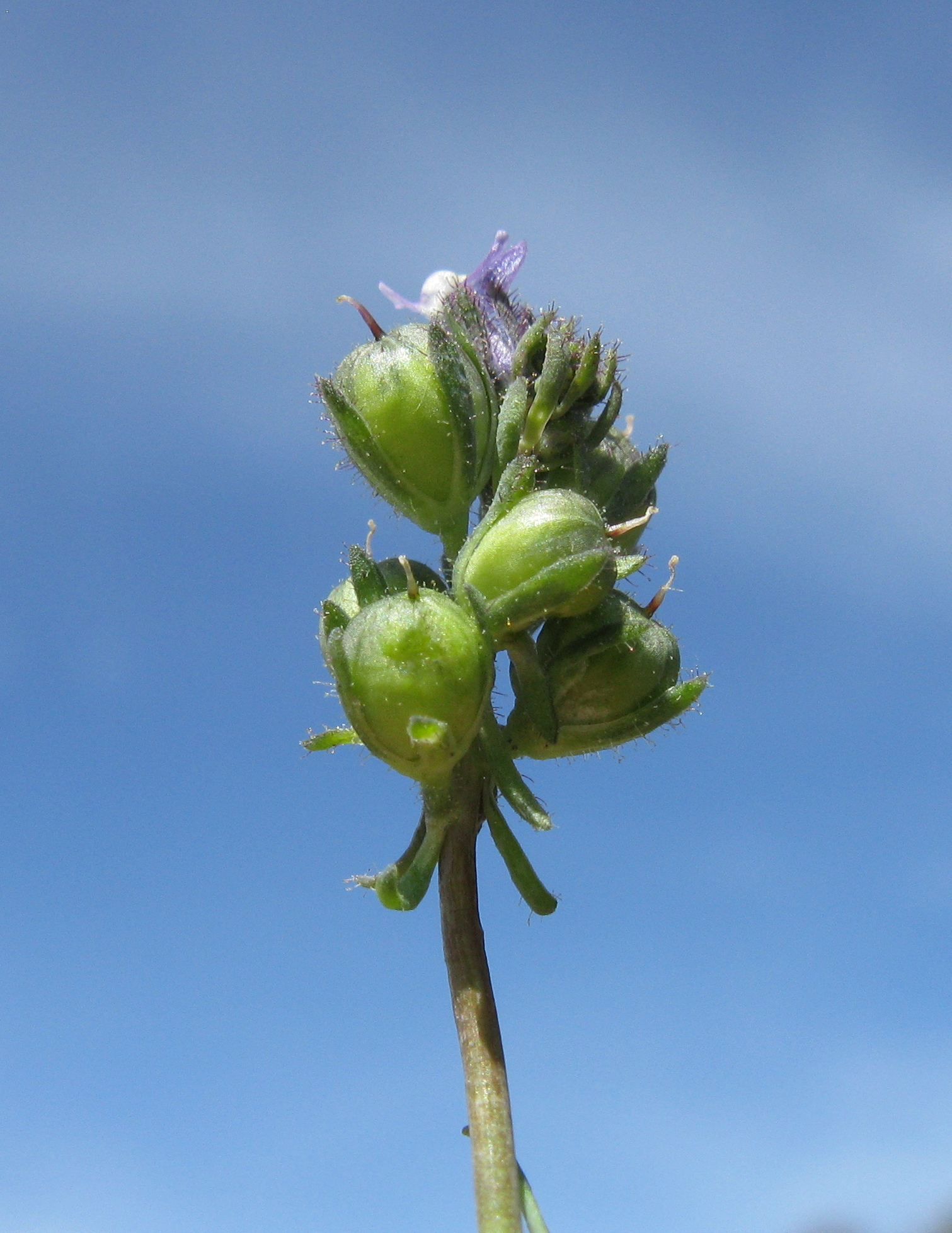
Junge Früchte

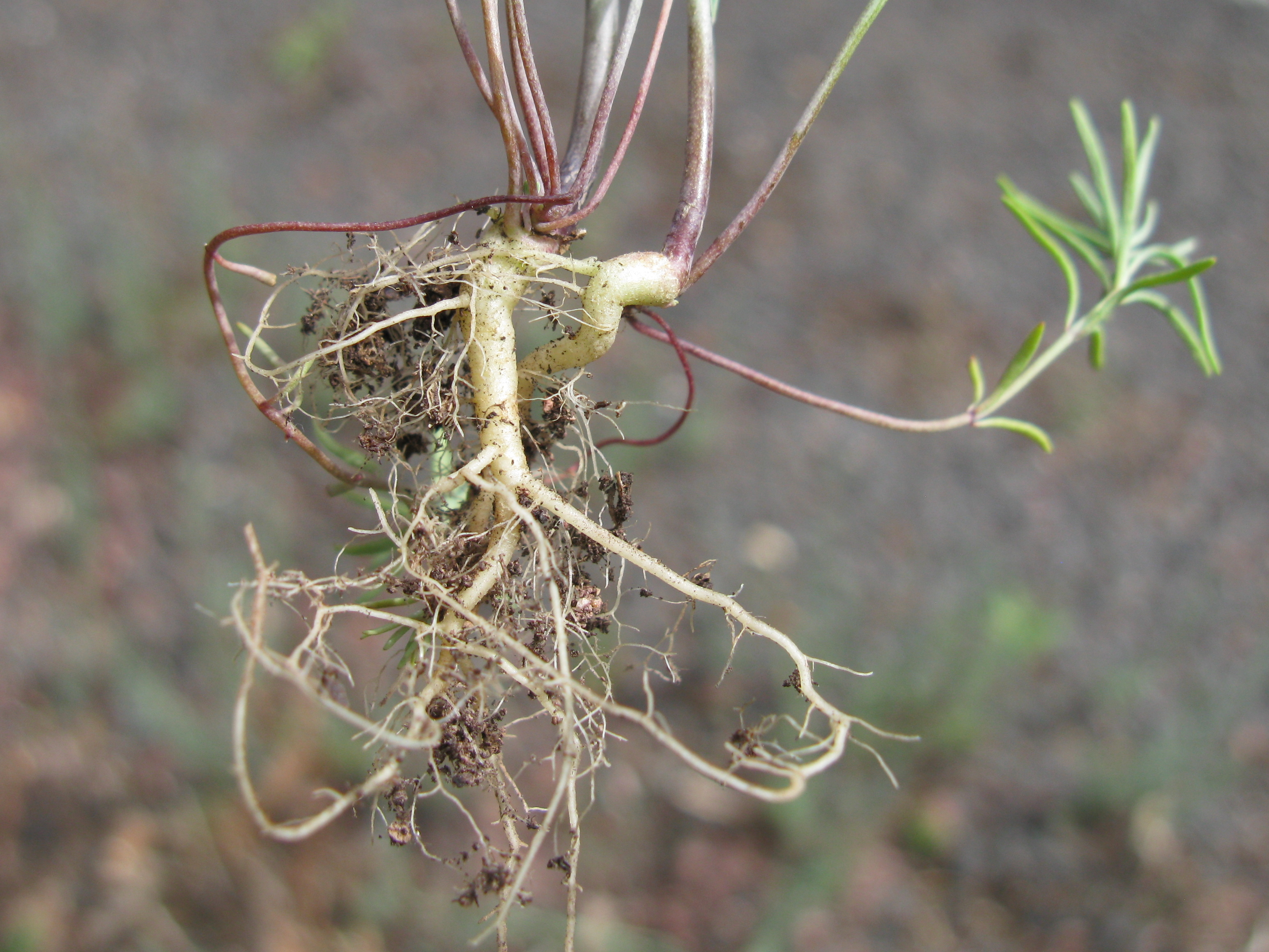
Unterirdische Pflanzenteile

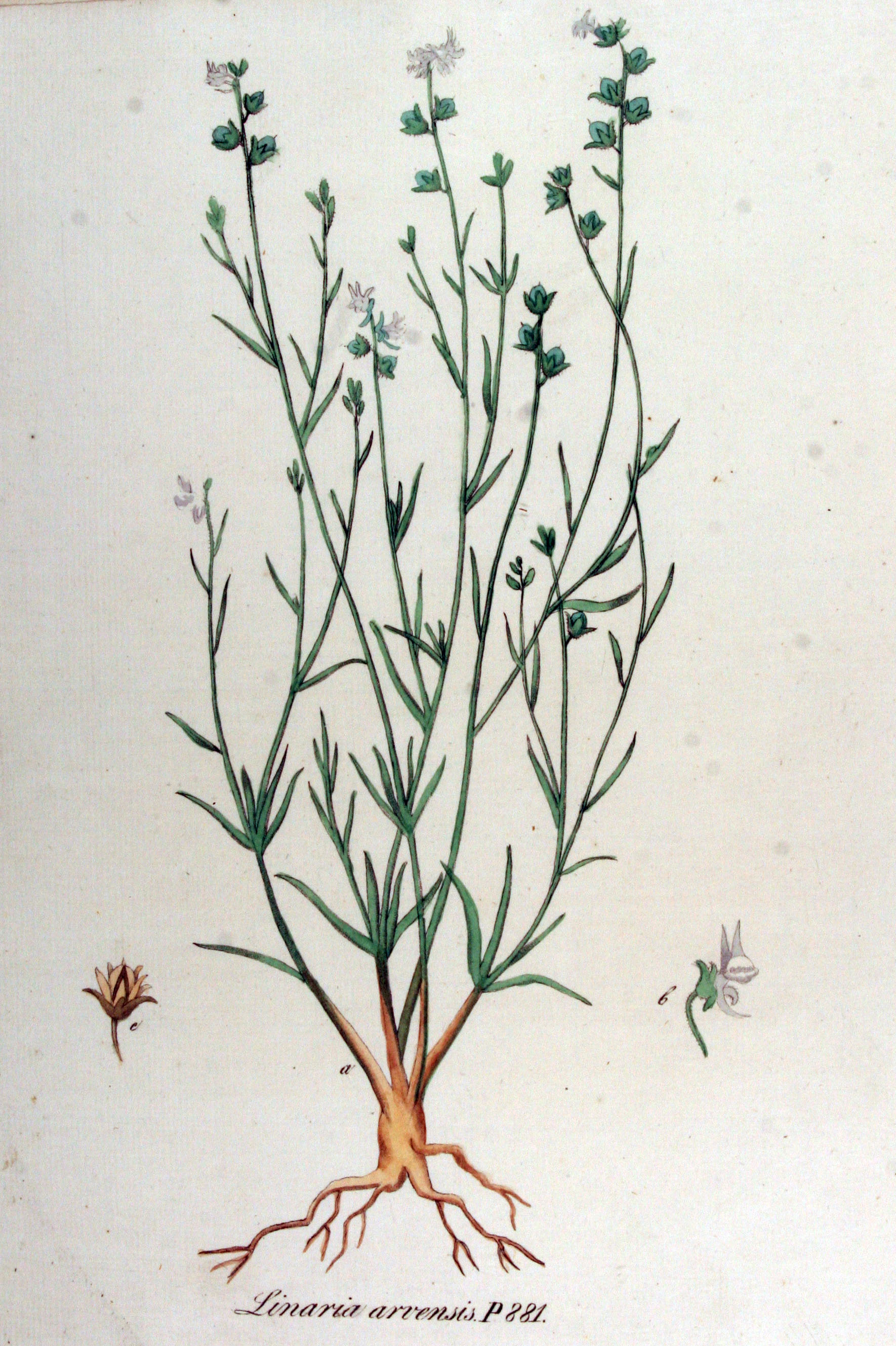
Illustration aus Flora Batava, Volume 12

### Vegetative Merkmale
Das Acker-Leinkraut ist eine einjährige krautige Pflanze und erreicht Wuchshöhen von 10 bis, meist 15 bis 30 Zentimetern. Der Stängel ist von der Basis bis zur Mitte kahl und im oberen Bereich drüsig, schwach bereift und bläulich grün.
Von den nicht gestielten Laubblättern sind die unteren zu dritt oder viert in Quirlen und die oberen wechselständig am Stängel angeordnet. Die einfache Blattspreite ist bei einer Länge von 12 bis 16 Millimetern sowie einer Breite von 1 bis 2 Millimetern linealisch bis lanzettlich-linealisch oder schmal-lanzettlich mit zugespitztem oberen Ende. Die Blattspreite ist scheinbar einnervig, bläulich-grün, schwach bereift und kahl.

### Generative Merkmale
Die Blütezeit reicht von Juli bis September (Juni bis Oktober). 3 bis 15 Blüten sind dicht in einem endständigen, drüsig behaarten, relativ kurzen, traubigen Blütenstand angeordnet; bis zur Fruchtreife verlängert sich die Blütenstandsachse. Es sind Tragblätter, aber keine Deckblätter vorhanden. Die drüsigen Blütenstiele sind nur kurz, aber mit einer Länge von 1 bis 2 Millimetern länger als Kelch.
Die zwittrigen Blüten sind bei einer Länge von 4 bis 8 Millimetern zygomorph und fünfzählig mit doppelter Blütenhülle. Die fünf fast gleichen Kelchblätter sind bei einer Länge von 3 bis 4 Millimetern linealisch-länglich. Die Blütenkrone ist hellblau, lichtviolett oder gelblich und immer dunkelblau längs gestreift. Die Krone ist ohne den Sporn 1 bis 3 Millimeter lang. Der Gaumen ist weiß und violett geadert. Die Unterlippenwülste sind weißlich und blau geadert. Die Oberlippe ist tief gespaltig und aufgerichtet. Der schlanke Sporn ist meist stark gebogen und mit einer Länge von 1,5 bis 3 Millimetern etwa so lang wie die übrige Krone. Mehrere Fruchtblätter sind zu einem Fruchtknoten verwachsen.
Die bei einer Länge von 4 bis 6 Millimetern mehr oder weniger kugelige, kahle Kapselfrucht öffnet sich mit gezähnten Löchern. Die dunkelgrauen Samen sind bei einem Durchmesser von 1 bis 2 Millimetern scheibenförmig und besitzen einen breiten Flugsaum.

### Chromosomensatz
Die Chromosomengrundzahl beträgt x = 6; es liegt Diploidie mit einer Chromosomenzahl von 2n = 12 vor.

## Ökologie
Beim Acker-Leinkraut handelt es sich um einen sommerannuellen, Therophyten.
Blütenökologisch handelt es sich um Lippenblumen und Maskenblumen. Typische Bestäuber sind Hymenopteren.
Es erfolgt Selbstbestäubung. Das Acker-Leinkraut ist obligat Autogam: es erfolgt obligate Selbstbefruchtung, bei der die Gameten vom selben Sporophyten stammen.
Bei der Kapselfrucht handelt es sich um eine trockene Streufrucht. Die Diasporen sind die Samen, die durch den Wind ausgebreitet werden (Anemochorie).

## Vorkommen und Gefährdung
Linaria arvensis ist ein südlich temperates, submeridionales, meridionales Florenelement und gedeiht im Seeklima bis extremen Seeklima. Acker-Leinkraut ist im Mittelmeerraum (Nordafrika, Westasien, Südwesteuropa, Südosteuropa) und in Süd-, West- und Mitteleuropa verbreitet. Insbesondere gedeiht es auch in den Alpen und im Alpenvorland, wo es als Archäophyt gilt. Es gibt Fundortangaben für Algerien, Libyen, Marokko, Tunesien, den Libanon, Syrien, Spanien, die Balearen, Frankreich, Korsika, Italien, Sardinien, Sizilien, Deutschland, die Schweiz, Belgien, Tschechien, Ungarn, Polen, die Slowakei, Serbien, Kroatien, Bulgarien, Rumänien, Albanien sowie Griechenland.
Nach der Roten Liste der gefährdeten Pflanzenarten in Deutschland (Metzing et al. 2018) Linaria arvensis zur Gefährdungskategorie 1 = „vom Aussterben bedroht“ eingestuft. Die Kategorie ist unverändert zur letzten Roten Liste von 1998 unverändert. Die aktuelle Bestandssituation wird mit „ss“ = „sehr selten“ bewertet. Als langfristiger Bestandstrend wurde ein „starker Rückgang“ und als kurzfristiger Bestandstrend wurde „Abnahme mäßig oder im Ausmaß unbekannt“ ermittelt. Risikofaktoren waren nicht feststellbar. Die Verantwortlichkeit Deutschlands für diese Art wurde „Allgemeine Verantwortlichkeit“ genannt. Der Arealanteil Deutschlands wird mit A1 = „mehr als 1/10 und bis zu 1/3 des Weltareals“ bezeichnet und Deutschland als ein Hauptareal weltweit betrachtet (Lh). Die Gefährdung im Weltareal wird mit G* (= „nicht gefährdet oder Gefährdungsnachweis nur für kleineren Anteil am Weltareal“) bewertet. In Deutschland ist sie nach Bundesnaturschutzgesetz „nicht besonders geschützt“.
In der nationalen Roten Liste der Schweiz gilt Linaria arvensis 2016 als NT = „Near Threatened“ = „potenziell gefährdet“.
Das Acker-Leinkraut gedeiht in Mitteleuropa meist auf sandigen bis lehmigen Äckern und ist kalkmeidend. Linaria arvensis wächst in Mitteleuropa in der Ordnung Polygono-Chenopodietalia, kommt aber auch in Pflanzengesellschaften der Secalietea vor. Das Hauptvorkommen liegt in Äckern und kurzlebigen Unkrautfluren der Klasse Secalinetea. Als Standorte für die Schweiz werden Äcker, Schuttplätze, selten eingeschleppt in der kollinen Höhenstufe angegeben.
Die Zeigerwerte nach Ellenberg sind: Lichtzahl 6 = Halbschatten- bis Halblichtpflanze; Temperaturzahl 7 = Wärmezeiger; Kontinentalitätszahl 2 = Seeklima zeigend; Feuchtezahl 5 = Frischezeiger; Feuchtewechsel: keinen Wechsel der Feuchte zeigend; Reaktionszahl 7 = Schwachbasenzeiger; Stickstoffzahl 5 = mäßigen Stickstoffreichtum anzeigend; Salzzahl 0 = nicht salzertragend; Schwermetallresistenz: nicht schwermetallresistent. Das Acker-Leinkraut gedeiht „a-euhemerob“ = Es gedeiht in Ackerfluren mit typisch entwickelter Unkrautflora, des Ansaatgrünlandes, armer Zierrasen, der Intensivforste mit kaum entwickelter Krautschicht, Rieselfelder. Es ist urbanophob = es wächst ausschließlich außerhalb menschlicher Siedlungen. Der Ökologischer Strategietyp nach Grime ist: r = Ruderal-Strategen.
Die Ökologischen Zeigerwerte nach Landolt et al. 2010 sind: Feuchtezahl F 2+; Lichtzahl L 4; Salzzeichen 1; Reaktionszahl R 2; Temperaturzahl T 4+; Nährstoffzahl N 4; Kontinentalitätszahl K 2.

## Taxonomie
Die Erstveröffentlichung erfolgte 1753 unter dem Namen (Basionym) Antirrhinum arvense durch Carl von Linné in Species Plantarum, Tomus I, S. 614. Die Neukombination zu Linaria arvensis (L.) Desf. wurde 1798 durch René Louiche Desfontaines in Flora Atlantica sive Historia Plantarum, quae in Atlante ..., Band 2, S. 45 veröffentlicht. Das Artepitheton arvensis bedeutet „auf Äckern wachsend“. Weitere Synonyme für Linaria arvensis (L.) Desf. sind: Linaria arvensis (L.) Desf. subsp. arvensis, Linaria arvensis subsp. eu-arvensis P.Fourn.